# Marky Ramone
Marky Ramone (* jako Marc Steven Bell, 15. července 1952, Brooklyn, New York, Spojené státy) je americký hudebník, nejvíce známý jako člen skupiny Ramones, ale hrál také v dalších pozoruhodných kapelách jako Dust, Wayne County and the Backstreet Boys, Richard Hell & The Voidoids nebo Misfits. I když není původní bubeník, je jediný žijící člen nejdelší sestavy Ramones (15 let), ve které s ním byli: Johnny, Joey a Dee Dee.